# Labanda torniflora
Labanda torniflora är en fjärilsart som beskrevs av Gustaaf Hulstaert 1924. Labanda torniflora ingår i släktet Labanda och familjen trågspinnare. Inga underarter finns listade i Catalogue of Life.